# Liesje Schreuders
Elisabeth Jacomina (Liesje) Schreuders (Amsterdam, 1979) is een Nederlandse schrijfster, letterkundige, vertaler en columnist. 

## Opleiding en werk
Schreuders was scholiere op het Barlaeus Gymnasium en studeerde filosofie, literatuurwetenschap, Italiaanse letterkunde en culturele antropologie in Amsterdam en Rome. 
Ze is docent Nederlands als tweede taal, literatuurgeschiedenis, narrativiteit en poëzieanalyse. Van 2008 tot 2014 was Schreuders hoofdredacteur van Arabesken, het tijdschrift van het Louis Couperus Genootschap. Sinds 2016 is ze een van de vaste columnisten van de website van de Maatschappij der Nederlandse Letterkunde. Daarnaast schrijft ze gastcolumns voor onder meer de Volkskrant en opiniestukken.
Ze publiceerde literatuurwetenschappelijke essays en korte verhalen in verschillende Nederlandse tijdschriften. In 2017 verscheen een vertaling van haar hand van Finisterre van de Italiaanse dichter Eugenio Montale. Met Arthur Weststeijn vertaalde ze in 2022 Tegen de communicatie van de Italiaanse filosoof Mario Perniola.
Schreuders debuteerde in 1996 op zestienjarige leeftijd met de roman Aan de wilde kant bij uitgeverij Nijgh & Van Ditmar. In 2001 verscheen een tweede roman, De zondagsleraar. In 2020 verscheen Onder deze wereld. Modernismen bij uitgeverij Koppernik. Hierin bundelde ze gedichten en korte verhalen uit de jaren 2001–2014. Uitgeverij Atol publiceerde in 2024 een selectie uit haar columns onder de titel Te vuur en andere verhalen.

## Privéleven
Schreuders is dochter van Gijs Schreuders, oud-hoofdredacteur van De Waarheid en tot 1983 Tweede Kamerlid voor de CPN.